# Gustav Rickelt
Gustav Rickelt född 21 juni 1862 i Dortmund, Tyskland, död 26 juni 1946 i Wessobrunn, Oberbayern, tysk skådespelare.

## Filmografi i urval
- 1936 - Onkel Bräsig
- 1932 - An heiligen Wassern
- 1930 – Väter und Söhne
- 1929 - That Murder in Berlin
- 1923 - Erdgeist

## Fotnoter
1. 1 2  filmportal.de, Filmportal-ID: 35c544798bd7440ea723450d85cb2b47, läst: 9 oktober 2017.[källa från Wikidata]
2. ↑  Gemeinsame Normdatei, läst: 11 december 2014.[källa från Wikidata]
3. ↑  Gemeinsame Normdatei, Deutsche Nationalbibliotheks katalog-id-nummer: 115756206X7749153-1, läst: 11 september 2024.[källa från Wikidata]